# 宫颈举痛
宫颈举痛（英語：cervical motion tenderness）或宫颈刺激（cervical excitation），是一类妇科盆腔检查症状。它通常都病发于盆腔炎和宫外孕中，并用于区分盆腔炎和阑尾炎。它也被口语称之为吊灯症状（chandelier sign），因为它在双手骨盆检查（bimanual pelvic exam）中会给病人带来一种牵制状剧痛，如同“抓着天花板上的吊灯”。